# Sophie Redmond

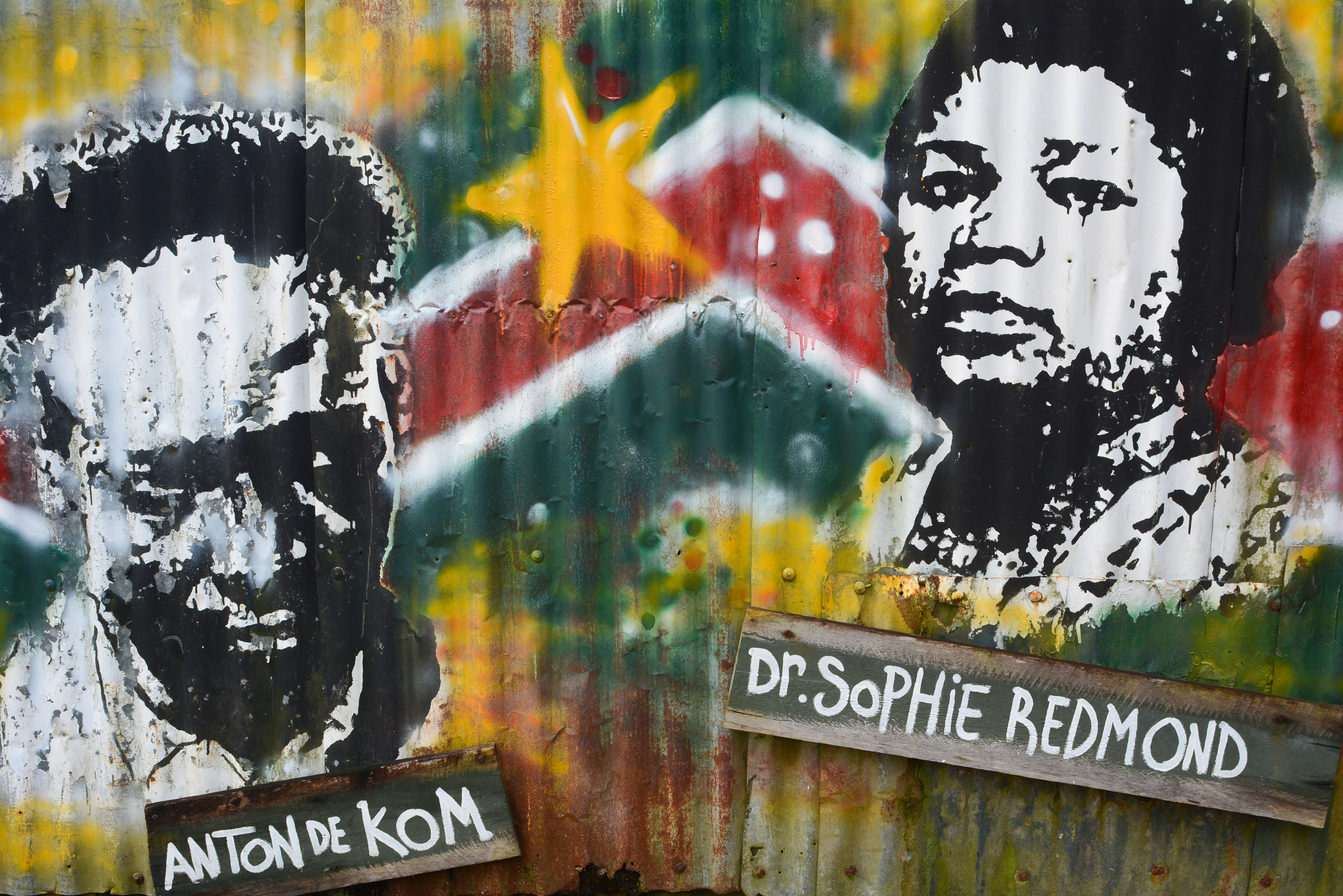
Wandbild mit dem surinamischen Nationalisten Anton de Kom

Jeane Sophie Everdine Redmond (* 14. Januar 1907 in Paramaribo; † 18. September 1955 ebenda) war eine surinamische Ärztin und Verfechterin der kreolischen Identität in Suriname.

## Biographie
Sophie Redmond war eine Tochter von Adolfina Magdalena Herkul und von Philippus Josef Redmond, einem Lehrer der Herrnhuter Brüdergemeine. Der Vater wollte, dass seine Tochter auch Lehrerin werde, sie aber bestand darauf, Ärztin zu werden. Er glaubte nicht, dass ihr dies als schwarzer Frau gelingen würde. Nach ihrem Abschlussexamen 1925 an der Hogereburgerschool, damals die höchste Form der Sekundarbildung in Suriname, nahm sie ihr Studium an der Medizinischen Hochschule auf, obwohl die Leitung sie zunächst nicht aufnehmen wollte. 1935, nach zehn Jahren, machte sie ihren Abschluss. Sie war die fünfte weibliche Absolventin der Hochschule und die erste ihrer Hautfarbe. Sie eröffnete in Paramaribo eine Praxis. 1941 heiratete sie den Destillateur Louis Emile Monkau (1906–2007); die Ehe blieb kinderlos.
Dokter Sophie Redmond behandelte in ihrer Praxis notleidende Patienten oftmals kostenlos, weshalb sie datra fu pôtisma (Doktor der Armen) genannt wurde. Ihre Praxis entwickelte sich zu einer Beratungsstelle, von körperlichen Beschwerden angefangen bis hin zu Ehe- und Geldproblemen. Ab Ende der 1940er Jahre beantwortete sie Fragen zu diesen Themen in der Kreolsprache Sranantongo im surinamischen Radiosender AVROS, wo sie eine wöchentliche Sendung hatte mit dem Titel Datra, mi wan’ aksi wan sani (Dokter, ich will etwas fragen). Sie gab den Angehörigen der Herrnhuter Brüdergemeine (boslandevangelisten) medizinischen Unterricht, wurde Vorstandsmitglied der surinamischen Wasserversorgungsgesellschaft und von sozialen Organisationen wie einem Kinderheim, einer Stiftung für karitative Zwecke und dem Jubiläumsfonds der Herrnhuter Brüdergemeine.
Entgegen dem Wunsch des Vaters, Klavierspielen zu erlernen, entschied sich Sophie Redmond für die Geige. Als Jugendliche gründete sie mit einer Freundin und ihrem Bruder ein Trio, das auf der Straße spielte und Geld für hungernde Kinder sammelte. Später wurde sie Vorstandsmitglied einer Theatergruppe namens Thalia. Sie schrieb mehrere Theaterstücke und spielte auch selber mit. 1948 führte die Gruppe das Stück Frau Jana geht zur Wahlurne auf, mit dem die Wähler informiert werden sollten. Die Themen weiterer Stücke waren aufklärender Art wie Die Welt ist ein Pferdeschwanz, in dem der neu eingerichtete Bluttransfusionsdienst erklärt wurde, über ein „Schwimmbad für alle“ oder die Flutkatastrophe in den Niederlanden im Jahre 1953.
1950 trat Redmond bei einer Nachwahl erfolglos als unabhängige Kandidatin für das surinamische Parlament an. Im Wahlkampf wurde sie so heftig attackiert, dass sie anschließend eine Abneigung gegen Politik hatte.
Sophie Redmond setzte sich für die Wertschätzung und Erhaltung des Sranantongo, der surinamischen Kultur und des Selbstbewusstseins der Kreolen ein. Sie trug die Kototracht der kreolischen Frauen und organisierte Vorführungen, um das Tragen dieser Kleidung zu propagieren. Sie stellte heimische Gerichte aus heimischen Produkten vor und kaufte aus Prinzip keine importierten Lebensmittel. Sie plante wissenschaftliche Forschungen über surinamische Kräuter.
Sophie Redmond starb 1955 im Alter von 48 Jahren.

## Erinnerungen
In Paramaribo gibt es die Dr. Sophie Redmondstraat, in der sie früher selbst lebte, und im Academisch Ziekenhuis der Stadt wurde eine Büste von ihr enthüllt, die von der Bildhauerin Jo Rens geschaffen wurde. In Amsterdam wurde im Stadtteil Amsterdam-Zuidoost ein Platz nach Sophie Redmond benannt und 2020 dort eine Gedenktafel für sie enthüllt.
Seit 2013 veranstaltet die Kulturstiftung Between The Lines jährlich die Dokter Sophie Redmond Lezing in Amsterdam, bei der prominente Frauen sprechen und die Gouden Vioolspeld (Goldene Geigen-Nadel) an eine Frau verliehen wird, die aufgrund außergewöhnlicher sozialer und/oder kultureller Leistungen als Vorbild gilt.